# جون سيدني سوان
جون سيدني سوان (بالإنجليزية: John Sydney Swan)‏ هو مهندس معماري نيوزلندي، ولد في 12 يناير 1874، وتوفي في 18 أبريل 1936.